# موسی هارون
موسی هارون (انگلیسی: Musa Haroon؛ زادهٔ ۱۳ سپتامبر ۱۹۸۶) یک بازیکن فوتبال اهل قطر است.

## باشگاهی
از باشگاه‌هایی که در آن بازی کرده‌است می‌توان به الریان، العربی قطر، باشگاه ورزشی الشمال، ام صلال، اشاره کرد.

## تیم ملی
وی همچنین در تیم ملی فوتبال قطر بازی کرده‌است.